# Коропозубоподібні
Коропозубоподібні (Cyprinodontiformes) — ряд риб надряду акантопері в класі променепері.
До ряду належить близько чотирьохсот видів невеликих (4—15 см), головним чином прісноводних риб, поширених у субтропічних, тропічних і субекваторіальних областях Азії, Африки та Америки. Багато з представників ряду яскраво і строкато забарвлені, у зв'язку з чим їх широко розводять в акваріумах.
Назва пов'язана з тим, що коропозубоподібні зовнішньо подібні на невеликих представників коропових (Cyprinidae); однак коропозубоподібні мають зуби на щелепах, чого ніколи не буває у коропових.

## Класифікація

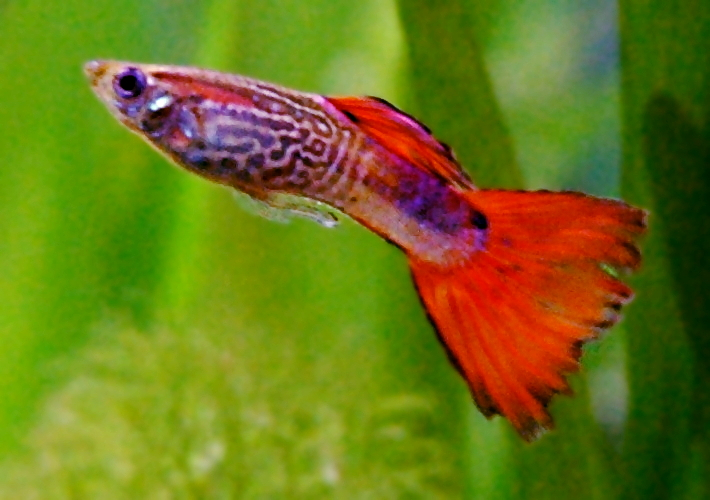
Гупі, живородні Пецилієві

- Підряд Аплохейловидні (Aplocheiloidei); всі яйцекладні
  - Родина Аплохейлові (Aplocheilidae); Південно-Азійські щучки (деякі види на Мадагаскарі та у Західній Африці)
  - Родина Нотобранхові (Nothobranchiidae); Африканські щучки, раніше належать до Aplocheilidae
  - Родина Ривулові (Rivulidae); Південно-Американські щучки
- Підряд Корпозубовидні (Cyprinodontoidei)
  - Підродина Funduloidea (яйцекладні)
    - Родина Профундулові (Profundulidae); Центральноамериканські щучки (яйцекладні)
    - Родина Гудеєві (Goodeidae); живородні
    - Родина Фундулові (Fundulidae); Північно-Американські щучки (яйцекладні риби)

  - Підродина Валенсієноподобні (Valencioidea); яйцекладні
    - Родина Валенсієнові (Valenciidae); Середземноморські щучки

  - Підродина Коропозубовидні (Cyprinodontoidea); яйцекладні
    - Родина Коропозубі (Cyprinodontidae)

  - Підродина Пецилієвидні (Poecilioidea)
    - Родина Чотириочкові (Anablepidae); яйцеживородні
    - Родина Пецилієві (Poeciliidae); живородні, іноді яйцеживородні та яйцекладні